# Giovanni Angelo Finali
Giovanni Angelo Finali (Valsolda, 1709 – Breslavia, 1772) è stato uno scultore italiano, attivo nel Nord Italia.

## Biografia
Nasce a Valsolda in Lombardia, ma lascia lavori a Reggio Emilia e Verona. Si è formato con uno scultore attivo alla corte di Dresda. Ha completato la statuaria del Mausoleo di Sebastiano e Vincenzo Pisani nella chiesa di Sant'Anastasia a Verona. Completò anche la Statua di Scipione Maffei (1756) per la Domus Nova o Palazzo dei Giudici in Piazza dei Signori. Realizzò le statue della Madonna del Rosario e di San Domenico per il Convento dei Domenicani di Verona, poi Liceo Reale. Completò anche gli angeli in marmo dell'altare dell'Oratorio dei Filippini e i Santi Pietro e Paolo per la facciata della chiesa di San Paolo in Campo Marzio . Ha anche completato alcune delle statue all'esterno del Duomo di Mantova. Sempre nella città virgiliana realizzò dodici statue dei Santi Apostoli che decoravano il Ponte dei Mulini. Distrutto il ponte da un bombardamento aereo nel corso della seconda guerra mondiale, le opere del Finali furono recuperate e ora sono esposte al MACA - Mantova Collezioni Antiche. Realizzò statue anche per la Chiesa del Cristo a Reggio Emilia . Morì a Breslavia. Tra i suoi allievi c'era Giovanni Paolo Devere.